# キク目
|  | アムボレラ目 スイレン目 アウストロバイレヤ目 センリョウ目 カネラ目 コショウ目 クスノキ目 モクレン目 ショウブ目 オモダカ目 ヤマノイモ目 タコノキ目 ユリ目 キジカクシ目 ダシポゴン科 ヤシ目 イネ目 ツユクサ目 ショウガ目 マツモ目 キンポウゲ目 アワブキ科 ヤマモガシ目 ツゲ目 ヤマグルマ目 グンネラ目 ハマビシ目 ニシキギ目 キントラノオ目 カタバミ目 マメ目 バラ目 ウリ目 ブナ目 フウロソウ目 フトモモ目 クロッソソマ目 ムクロジ目 フエルテア目 アブラナ目 アオイ目 ブドウ目 ユキノシタ目 ビワモドキ科 ベルベリドプシス目 ビャクダン目 ナデシコ目 ミズキ目 ツツジ目 ガリア目 リンドウ目 シソ目 ナス目 モチノキ目 セリ目 キク目 マツムシソウ目 |

キク目（キクもく、学名: Asterales）は、双子葉植物の目の一つ。11科に約1,700属27,000種が属する。属種のほとんどは、ヒマワリやデイジーなどが属するキク科で占められている。被子植物の中で進化の進んだグループであり、大きな目となっている。

## 分類
- Rousseaceae - 4属13種
- キキョウ科 Campanulaceae - 84属2380種（ミゾカクシ科 Lobeliaceaeを含む）
- ユガミウチワ科[2] Pentaphragmataceae - 1属30種
  - Pentaphragma
    - ユガミウチワ[2] Pentaphragma begoniifolium
- アルセウオスミア科 Alseuosmiaceae - 4属10種
- フェリネ科 Phellinaceae - 1属12種
- アルゴフィルム科 Argophyllaceae - 2属21種
- スティリディウム科 Stylidiaceae - 3属245種（ドナティア科 Donatiaceae を含む）
- ミツガシワ科 Menyanthaceae - 5属58種
- クサトベラ科 Goodeniaceae - 12属430種
- カリケラ科 Calyceraceae - 4属60種
- キク科 Asteraceae - 1620属23600種

## 過去の分類体系

### クロンキスト体系
クロンキスト体系ではキク科のみを含む単型目である。
- 被子植物門 Magnoliophyta
  - 双子葉植物綱 Magnoliopsida
    - キク亜綱 Asteridae
      - キク目 Asterales
        - キク科 Asteraceae

### 新エングラー体系
エングラーと共同研究者らはキク科をキキョウ科に近縁と考えて、キキョウ目に所属させた。そのため、新エングラー体系ではキク目の名前は使われていない。キク科をキキョウ科の間に系統関係を認めている点では、APGと同じである。